# Bracera

Bracera (tudi braziera po beneških virih iz leta 1556), je tip  enojamborne lesene ladje, ki se je razvijala vsaj od 17. stoletja pa vse do sredine 20. stoletja, ko so jo začele izpodrivati moderne motorne ladje na Jadranskem morju. 
Bracera je večnamenska enojambornica, ki se je uporabljala za prevoz tovora in ljudi ter za ribolov, nosilnosti  od deset do sedemdeset brt. Bracera ima značilno ovalno obliko trupa s širokim premcem in krmo. Razen vhoda na premcu, namenjenega za do štiri mornarje, je imela bracera ponavadi odprtino za tovor v središču, drugod pa je bila zaprta s palubo. Zaradi močnejše konstrukcije in oblike so braceram lahko naložili tovor tudi na palubo. Istrske bracere so bile praviloma večje in namenjene prevozu tovora.

## Zgodovina
Najpomembnejši škveri, kjer so izdelovali te ladje naj bi bili na otoku Braču (Hrvaška), po katerem naj bi dobila tudi ime. Bracere so redno plule vse od Kotorja (Črna gora) pa do Ancone, Spine in kasneje Benetk ter Trsta, ob obali in med otoki Jadranskega morja. Ladja je tip okrogle ladje (navis rotunda), ki je imela velik gospodarski pomen za prevoz predvsem raznega tovora in blaga. Manjše in velikokrat temu prilagojene bracere, so uporabljali tudi za ribolov. Na severnem Jadranu so tovorne bracere največkrat prevažale pesek, les, premog in gradbeni material, pa tudi kmetijske pridelke.

## Značilnosti
Bracera je na splošno okorno, ter močno in prostorno grajeno plovilo. Istrske bracere so se od dalmatinskih precej razlikovale, tako po obliki in linijah, kot po konstrukcijskih detajlih. Za istrske je značilno, da niso imele tako jajčaste oblike kot dalmatinske, ampak na določenih mestih velikokrat skoraj ravne boke, pa tudi dno so imele bolj ploščato. Imele so le pohodne bokaporte in največkrat (predvsem v zadnjem obdobju izdelave) pravokotno ali povsem ravno krmno ašto. Značilne ograjice na krmi, kot so jo imele dalmatinske bracere in trabakule, istrske bracere običajno niso imele.